# Laborjargon
Als Laborjargon [laˈborʒarˌgɔ̃] wird eine nicht standardisierte Sprachvarietät oder ein nicht standardisierter Wortschatz bezeichnet, der im Labor, dem Arbeitsplatz im Bereich der Naturwissenschaften, von Mitarbeitern informell verwendet wird.
Hierbei werden oft Abkürzungen oder vereinfachende Ausdrücke benutzt, die wissenschaftlich teilweise nicht korrekt oder unvollständig sind. Charakteristisch ist oft die Verwendung rein deutscher Begriffe, selbst wenn hierfür etwa aus dem lateinischen oder griechischen entlehnte Fachwörter existieren. Der im Laborjargon Sprechende geht davon aus, dass der Angesprochene ihn dennoch versteht, insbesondere aufgrund der Vermeidung solcher eigentlich zu gebrauchender Fremdwörter. In wenigen Fällen, bei denen in der Fachsprache eigentlich deutsche Begrifflichkeiten etabliert sind, wird hingegen stilistisch ein lateinischer Begriff entlehnt, selbst wenn dieser in der Fachsprache als verpönt oder ungebräuchlich gilt. In den übrigen Fällen werden deutsche Fachwörter durch eher umgangssprachliche bis vulgäre deutsche Begriffe getauscht. Der Laborjargon dient neben der empfundenen Vereinfachung der alltäglichen Verständung im Arbeitsumfeld nicht zuletzt auch einer Identitätsbildung unter Wissenschaftlern entsprechender Fachrichtungen (vgl. Tribalismus), sowie zeitweilig genuinen Amüsements.

Scheidetrichter zum „Ausschütteln“:
1. Obere Phase
2. Untere Phase

## Beispiele (aus der Chemie)
- Wenn es um Lösungsmittel geht, sind mit den einfachen Bezeichnungen „Alkohol“ und „Ether“ in der Regel konkret Ethanol bzw. Diethylether gemeint.
- Setzt man Metalle unter Bildung von Salzen mit Säuren um, so handelt es sich nicht um einen Lösungsvorgang, sondern um eine chemische Reaktion. Dennoch wird – sachlich falsch – z. B. oft gesagt: „Das Zink hat sich vollständig in der Salzsäure gelöst“, womit eigentlich gemeint ist, dass sich das in Wasser unlösliche, metallische Zink zu Zink(II)-chlorid umgesetzt hat, welches in der wässrigen Salzsäure löslich ist.
- Die Benutzung unnötiger, teilweise fachlich falscher Vorsilben, wie in „aufkochen“ statt „kochen“ oder „abzentrifugieren“ statt „zentrifugieren“.
- „Abnutschen“ oder „Absaugen“ meint eine Vakuumfiltration über einen Büchnertrichter (Nutsche) oder eine Glasfilterfritte.
- „Abrotieren“ bzw. „Einrotieren“ bezeichnet das Destillieren eines Lösungsmittels unter Verwendung eines Rotationsverdampfers.
- Mit „Abzug“, auch „Gasabzug“, „Dunstabzug“ oder „Digestorium“ genannt, ist ein Arbeitsplatz gemeint, der oben, hinten und seitlich abgeschlossen ist und auch mit einer in der Höhe und manchmal auch seitlich verstellbaren Frontscheibe völlig abgeschlossen werden kann, damit entstehende Dämpfe und Gase nicht in den Arbeitsraum gelangen, sondern schnell mithilfe einer Absaugeinrichtung abgesaugt werden. z. B. „Geh’ damit unter den Abzug!“; „Das stinkt! Geh’ in den Abzug damit!“
- Das Erhitzen über der Flamme eines Bunsenbrenners wird „Anheizen“ genannt.
- Als „Anschärfen“ bezeichnet man die Zugabe eines unpolaren Lösungsmittels zu einer Lösung einer Substanz in einem polaren Lösungsmittel, um eine bessere Kristallisation zu induzieren. z. B. „Diese Einkristalle habe ich aus einer angeschärften Lösung erhalten!“.
- „Ausethern“ meint das Ausschütteln (siehe Eintrag darunter) mit einem Ether, häufig Diethylether, auch das Extrahieren (Fachwort) mit einem anderen Lösemittel wird gelegentlich Ausethern genannt.
- „Ausschütteln“ ist der gängige Laborjargon für eine Flüssig-Flüssig-Extraktion mithilfe eines Scheidetrichters.
- „Autobahn“ ist im Laborjargon die Beschreibung eines zumeist unerwünschten Resultats bei einer Chromatographiemethode (i. d. R. DC), welche durch eine Vielzahl in etwa äquidistant auftrender oder miteinander überlagernder Spots oder auch dem unregelmäßig bzw. „verschmierten“ Bewegen einer Substanz auf der unbeweglichen Phase und damit verbundene Erschwerung der Isolation des Produkts charakterisiert ist. Der Begriff leitet sich von dem visuellen Eindruck solcher entwickelter DCs ab, welche wie Fahrspuren auf einer Autobahn aussehen.
- Wird eine Apparatur „bestickt“, so flutet man sie mit Stickstoff, um mit sauerstoffempfindlichen (leicht oxidierbaren) Substanzen arbeiten zu können. Wird auch im Zusammenhang mit anderen Schutzgasen (z. B. Argon) verwendet. Manchmal muss hierfür zunächst „ausgeheizt“ werden, was das Entfernen von am Glas anhaftendem Wasser mit Hitze, üblicherweise unter vermindertem Druck, beschreibt. Der Laborjargon ersetzt hier das lateinisch entlehnte Fachwort „Sekurieren“ (siehe Schlenktechnik)
- Festkörperreaktionen bei hohen Temperaturen heißen dagegen oft „Braten“, z. B. „Ich brate mir einen Spinell.“
- „charakterisieren“ (Verb) meint die Durchführung jeglicher Analytik, welche nach dem persönlichen Empfinden oder nach allgemeinem Konsens nötig ist, um sich des Vorliegens und der Reinheit des gewünschten Produktes sicher sein zu können. Je nach Arbeiter und Arbeitsgruppe zählen hierzu bspw. das 1H- und 13C-NMR sowie ein IR-Spektrum und ein MS, wobei es auch auf die Art des Analyten ankommt, um entscheiden zu können welche Methoden anzuwenden sind. Bei Eintritt von Überzeugung der Richtigkeit seines analytischen Aufwands bezeichnet der Mitarbeiter seine Probe als „voll(ständig) (durch)charakterisiert“ oder „komplett (durch)charakterisiert“. Werden hiernach noch weitere Methoden angewendet, welche nach allgemeiner Auffassung nicht mehr nötig wären, kann auch teilweise von „übercharakterisiert“ die Rede sein. Zum Beispiel werden Messgrößen wie der Schmelzpunkt oder sogar die Elementaranalyse heutzutage oftmals als veraltet oder nicht zwingend notwendig angesehen; wenn andererseits zum Beispiel von einem bereits in der vorliegenden Literatur ausreichend „charakterisierter“ Stoff erneut aufwändigen Analysemethoden wie z. B. 2D-NMR-Spektren unterzogen wird, würde man dies als „Übercharakterisieren“ bezeichnen.
- Als Schnappi werden Schnappdeckelgläser umgangssprachlich bezeichnet.
- „Chemisch riechen“ ist das Zufächeln des Geruchs aus einem Behälter zur Nase mit einem sinkenden Abstand, beginnend mit ca. 40 cm. Dadurch werden Verätzungen der Nasenschleimhaut vermieden.
- „Dihydrogenmonoxid“, „Desmethylholzgeist“ oder ähnliche bewusst überkomplizierte Kunstbegriffe werden teilweise zum Amüsement anstelle ihrer trivialen Bedeutungen verwendet (hier Wasser), oder um einen hochtrabenden Anschein des eigenen wissenschaftlichen Anspruchs zu propagieren. Anderes Beispiel: „Wir sollten dringend unsere Bestände von Natriumstearat auffrischen“ wenn gemeint ist, dass die Handseife bald ausgeht. Auch der Gebrauch des formal richtigen Namens statt des Trivialnamens sei hier genannt, z. B. Propanon statt Aceton oder 2-Hydroxypropan statt Isopropanol.
- Das Durchführen von chemischen Reaktionen wird oft als „Kochen“ bezeichnet, obwohl in vielen Fällen gar nicht erhitzt, sondern teilweise sogar gekühlt wird. In chemischen Praktika sprechen Studierende und Auszubildende oft von „Präparate kochen“, z. B. „Heute koche ich p-Bromphenol.“
- Wird ein Reagenzglas „geschüttelt“, so wird es nicht etwa wie ein Cocktail-Shaker (mit einem Stopfen oder dem Daumen) verschlossen geschüttelt oder freihändig durch die Luft geschüttelt, sondern mit Daumen und Zeigefinger (oder einer Reagenzglasklemme) gehalten und (Öffnung nicht gegen eine Person gerichtet) nacheinander mit Kleinem Finger, Ringfinger und Mittelfinger zart angestupst. Dies kann den Inhalt leicht vermischen ohne Feststoffe aufzuwirbeln, mitunter eine starke überschäumende Reaktion verhindern und vermeidet ein Verbrennen an einem erhitzten Glas.
- Mit einem „Ionenbesen“ oder „Ionenwischer“ ist ein kleiner Gummiwischer gemeint, der dazu dient Niederschläge quantitativ (also vollständig und ohne Verluste) von einem Gefäß in ein anderes, meist einen Filter,  zu überführen.
- Die Schuld für ein unreproduzierbares Resultat wird gerne apologetisch dem katalytischen Dreck zugeschrieben, d. h. der zufälligen und nicht kontrollierbaren Anwesenheit einer katalytisch wirkenden Substanz.
- „Kladde“ ist der insbesondere in Praktika gebräuchliche Laborjargon für ein von jedem Naturwissenschaftler zu führendes Laborjournal. Man bezieht sich damit im Wesentlichen auf die physische Ausprägung und niedrige Bepreisung der verwendeten Schreibware (z. B. Chinakladde) mit dem Hintergrund des als minderwertig empfundenen eingearbeiteten Inhalts angehender Studenten im Vergleich zu den wissenschaftlichen Mitarbeitern mit abgeschlossener Ausbildung.
- Unter „Knabberwasser“ oder „Piranhawasser“ versteht man die Mischung aus ca. 30 %igem Wasserstoffperoxid und konzentrierter Schwefelsäure, welche zu Peroxomonoschwefelsäure reagieren und die allermeisten organischen Substanzen binnen kürzester Zeit zersetzen. Durch die hohe Dichte der Peroxomonoschwefelsäure schwimmen die hineingeworfenen organischen Substanzen in der Regel oben auf während sie „Zerfressen“ werden, was an einen Schwarm Piranhas erinnert. Der Laborjargon ersetzt hier den ebenfalls vorhandenen deutschen Trivialnamen „Carosche Säure“.
- Als „Kotzkugel“ oder „Kotzbremse“ bezeichnet man einen Tropfenfänger bzw. einen Destillations-Aufsatz nach Reitmayer um möglichen Schaden durch den oben beschriebenen Siedeverzug zu vermeiden. Das Glasgerät wird auch als „Blase“ oder „Schaumbrecher“ bezeichnet.
- „Liquid Cancer“ wird Hexamethylphosphorsäuretriamid wegen der extremen krebserzeugender Potenz genannt.[1]
- Als „literaturbekannt“ werden Stoffe (seltener auch Sachzusammenhänge) bezeichnet, welche durch vorliegende Fachliteratur im Auge des Betrachters ausreichend genau oder auch schon an vielen Stellen unabhängig voneinander beschrieben worden sind, um als allgemein akzeptiert zu gelten bzw. eine aufwändige Analyse „nachgekochter Präparate“ unnötig erscheinen lassen. Es handelt sich dabei oft, aber nicht ausschließlich um eher kleinere Moleküle mit geringer Komplexität, zu der sowohl ein 1H- als auch ein 13C-Spektrum (soweit anwendbar) in den zugänglichen Veröffentlichungen angegeben sind. Hierbei findet zumeist nur die Literatur in wissenschaftlichen Zeitschriften Beachtung; die Notiz etwaiger Suchbegriffe oder Darstellung von Strukturformeln z. B. in Patentschriften reicht normalerweise nicht aus um von „Literaturbekanntheit“ zu sprechen, hauptsächlich weil Synthesevorschriften in diesen und ähnlichen Medien oft unvollständig oder bewusst manipuliert sind und weil nicht immer Messdaten zu dem Stoff oder dem Sachverhalt präsentiert werden. Die allgemeine Verlässlichkeit in Bezug auf ein enthaltendes Medium fließt also in die Überlegung eines Mitarbeiters bei der Entscheidung, etwas als „literaturbekannt“ zu bezeichnen mit ein.
- Abkürzungen bzw. Kontraktionen wie „Lömi“ für Lösungsmittel (statt Solvens), oder „Roti“ (aber auch „Rota“) für einen Rotationsverdampfer
- „Muffeln“ ist das Erhitzen in einem Muffelofen.
- „Ein NMR messen“ (auch in Bezug auf andere Arten der Spektroskopie und Spektrometrie) ist ebenfalls Laborjargon, da Spektren nicht gemessen, sondern aufgenommen werden, obwohl es sich bei der Technik der Kernspinresonanzspektroskopie natürlich um eine Messmethode handelt, jedoch ist nicht das Spektrum die Messgröße, sondern beim NMR z. B. ein elektromagnetisches Signal
- „physiologische Bedingungen“ (von Physiologie) ist ein Ausdruck, der gewissermaßen gleichbedeutend mit In vivo gebraucht wird, jedoch mit Bezug auf einen betrachteten Stoff, auf den das physiologische Umfeld wie ein Satz Reaktionsbedingungen einwirkt. Die umgekehrte Wirkung des Stoffes auf den Organismus wird hierbei außer Acht gelassen. Beispiel: Ein stark saurer Stoff würde unter physiologischen Bedingungen deprotoniert vorliegen, auch wenn er sich In vitro in der Form der freien Säure isolieren lässt. Viele Stoffe werden unter physiologischen Bedingungen metabolisiert, sind also im Jargon „unter physiologischen Bedingung nicht stabil“.
- Eine Substanz „quantitativ“ (von einem Behälter in einen anderen Behälter) zu übertragen, bedeutet, sie möglichst zu 100 % überzuführen.
- Als „Refluxieren“ wird das zum Sieden Erhitzen unter Rückfluss (also unter Kondensation des Lösungsmitteldampfs im aufgesetzten Kühler und Zurücktropfen in den Kolben) bezeichnet.
- Das Rührstäbchen eines Magnetrührers heißt auch „Knochen“ oder „Rührfisch“ bzw. „Magnetfisch“. Wenn der Magnetrührer zu schnell eingestellt ist und der Rührfisch wild durch das Gefäß schlägt, nennt man das Tanzen. Um den Rührfisch aus dem Gefäß zu holen, nutzt man einen meist mit Teflon ummantelten Magneten an der Spitze eines Stabes, eine Rührfischangel.
- „Säulen“ als Verb für die Durchführung einer präparativen Chromatographiemethode, bei automatisierten Verfahrenstechniken (MPLC) auch „Flashen“
- „Schleudern“ statt von lateinisch „Zentrifugieren“ (z. B. mit einer Laborzentrifuge).
- Unter „Schlonz“, „Schlunz“, „Schmodder“ oder „Schlumel“ versteht man den unattraktiven Rückstand einer Destillation (in der Fachsprache: „Sumpf“), manchmal auch ein misslungenes Syntheseprodukt oder eine sonst wie unreine Substanz.
- „Spülol“ ist ein Lösungsmittelgemisch, meist aus sauberen Lösemittelresten, zur Reinigung von verschmutzten Glasgeräten, vor allem im Bereich organischer Synthese und Praktika. Es kann ggf. durch Destillation aufgereinigt und wiederverwendet werden.[2][3][4]
- Von Wasserspuren befreite Lösemittel heißen „trocken“, eine Bezeichnung für das Trocknen und Reinigen von Lösemitteln ist „Absolutierung“.
- „Überkotzen“ bezeichnet einen Siedeverzug, der bei Vakuumdestillationen plötzlich auftreten kann und dafür sorgt, dass der Inhalt des Destillierkolbens unkontrolliert in das Vorlagengefäß überschießt. Dies passiert häufig beim „Einrotieren“.
- Im Bereich der Kohlenhydratchemie ist mit der Bezeichnung „Zucker“ meist ein sehr spezielles Kohlenhydratderivat gemeint und nicht die allgemeinsprachlich als Zucker bezeichnete Saccharose.
- Aussalzen ist ein Prozess, bei dem wasserlösliche Substanzen durch eine Salzzugabe aus der wässrigen Phase verdrängt werden.

## Beispiele (aus der Biologie)
Auch in biologischen Laboren existieren informelle Bezeichnungen für verschiedene Laborgeräte und -techniken.
- „Eppi“ bezeichnet Mikroreaktionsgefäße mit Schnappdeckel von meist 1,5 bzw. 2,0 mL Fassvolumen. Entstanden ist die Bezeichnung aus der Abkürzung des ursprünglichen Herstellers Eppendorf.
- „Falcon“ bezeichnet Zentrifugenröhrchen von meist 15 bzw. 50 mL Fassvolumen. Auch hier handelt es sich um den Eigennamen der Marke Falcon (Corning).